# Jeff Bateman
Jeff Bateman (Kanada, Ontario, Bellville, 1981. augusztus 29. –) profi jégkorongozó.

## Karrier
Komolyabb junior karrierjét az OHL-es Brampton Battalionban kezdte és 2001-ig játszott ebben a csapatban. Közben az 1999-es NHL-draft a Dallas Stars kiválasztotta a negyedik kör 126. helyén. 2001–2002-ben a CHL-es Fort Worth Brahmasben játszott majd a szezon másik felét az AHL-es Utah Grizzliesben töltötte. A következő szezonban két mérkőzést játszott az ECHL-es Lexington Men O'Warban de ezután már ismét a Utah Grizzliesben találta magát. 2003–2004-ben viszont csak hat mérkőzést játszhatott a Utah Grizzliesben és utána leküldték az ECHL-es Idaho Steelheadsbe. 2005–2008 között a St. Thomas University csapatának volt a tagja.